# Virgem do Carvoeiro
A imagem em barro paulista de Nossa Senhora da Luz, dita A Virgem do Carvoeiro, é um dos mais antigos e raros exemplares documentados de imaginária sacra produzida no Brasil ainda no século XVI. É considerada, por consequência, um dos marcos incipientes na história da arte brasileira. É também um marco relevante na historiografia paulistana, por ter emprestado seu nome ao Mosteiro da Luz e, por consequência, ao bairro homônimo da capital paulista. Pertencente ao Museu de Arte Sacra de São Paulo, a imagem é tombada pelo Instituto do Patrimônio Histórico e Artístico Nacional. 

## Histórico
Primeira imagem que se venerou em São Paulo sob a invocação de Nossa Senhora da Luz, a Virgem do Carvoeiro é também um dos primeiros registros da estatuária brasileira autônoma, tendo sido confeccionada em São Paulo, em meados do século XVI.
Pertencente a Domingos Luís, dito "o Carvoeiro" (um dos primeiros povoadores de São Paulo), a imagem era a princípio venerada em uma capela do "Poranga" (atual Ipiranga), quando, em 1603, foi trasladada para o Campo do Guaré (atual bairro da Luz), e começou a ser cultuada no local onde, em 1774, ergueria-se o Recolhimento da Luz (o Mosteiro da Luz, sede do Museu de Arte Sacra).

## A imagem
Esculpida em barro, burilado, policromado e cozido, a imagem da Virgem do Carvoeiro passou por sucessivas restaurações e repinturas, não sendo mais originais, hoje, o rosto da Nossa Senhora e parte do corpo do Menino Jesus. A imagem, com 108 centímetros de altura, é ricamente adornada e revela diversos elementos da tradição artística lusitana, notável, sobretudo, nos brincos de pingente de Nossa Senhora.